# Ablauf- und Planungsforschung (Zeitschrift)
Die Zeitschrift Ablauf- und Planungsforschung: operational research in der Wirtschaftspraxis, häufig nur kurz Ablauf- und Planungsforschung,  ist eine wissenschaftliche Fachzeitschrift, die einem Gebiet gewidmet ist, das später auch im deutschen Sprachraum überwiegend als Operations Research bezeichnet wurde. Sie erschien von 1961 bis 1971.

## Geschichte
Die Zeitschrift Ablaufplanung und Planungsforschung war das Organ des 1956 gegründeten Arbeitskreises Operational Research (AKOR), der im Jahr 1972 mit der Deutschen Gesellschaft für Unternehmensforschung (DGU) zur Deutschen Gesellschaft für Operations Research (DGOR)  fusionierte. In diesem Zusammenhang wurde aus den beiden Zeitschriften Ablauf- und Planungsforschung und der Unternehmensforschung: Zeitschrift für die Anwendung quantitativer Methoden und neuer Techniken in der Wirtschaftsführung und praktischen Forschung die neue Zeitschrift für Operations-Research gebildet, die von 
1972 bis 1995 erschien und ab 1996 durch die Mathematical methods of operations research fortgesetzt wurde.